# Bursadella timetica
Bursadella timetica är en fjärilsart som beskrevs av John Hartley Durrant 1915. Bursadella timetica ingår i släktet Bursadella och familjen Immidae. Inga underarter finns listade i Catalogue of Life.